# Fuerte de San Juan Bautista de las Berlengas
El Fuerte de San Juan Bautista de las Berlengas (en portugués: Forte de São João Baptista das Berlengas), o simplemente Fortaleza de las Berlengas (en portugués: Fortaleza das Berlengas), está ubicado en la isla de Berlenga Grande, en el archipiélago de las Berlengas, integrando el complejo defensivo de Peniche, en el distrito de Leiría, en Portugal.

## Historia

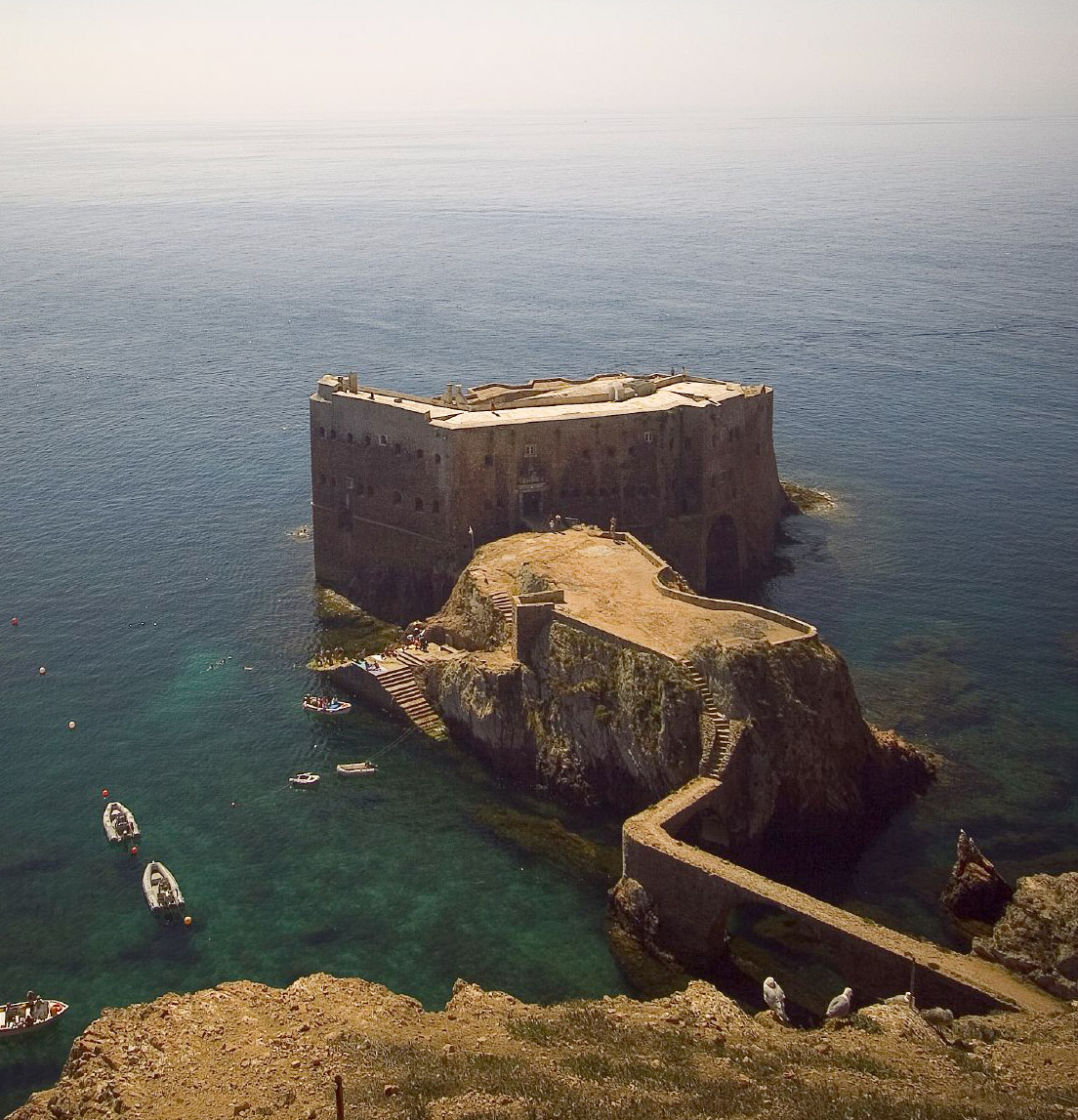
Vista del Fuerte, con la calzada y el fondeadero que dan acceso a la isla.

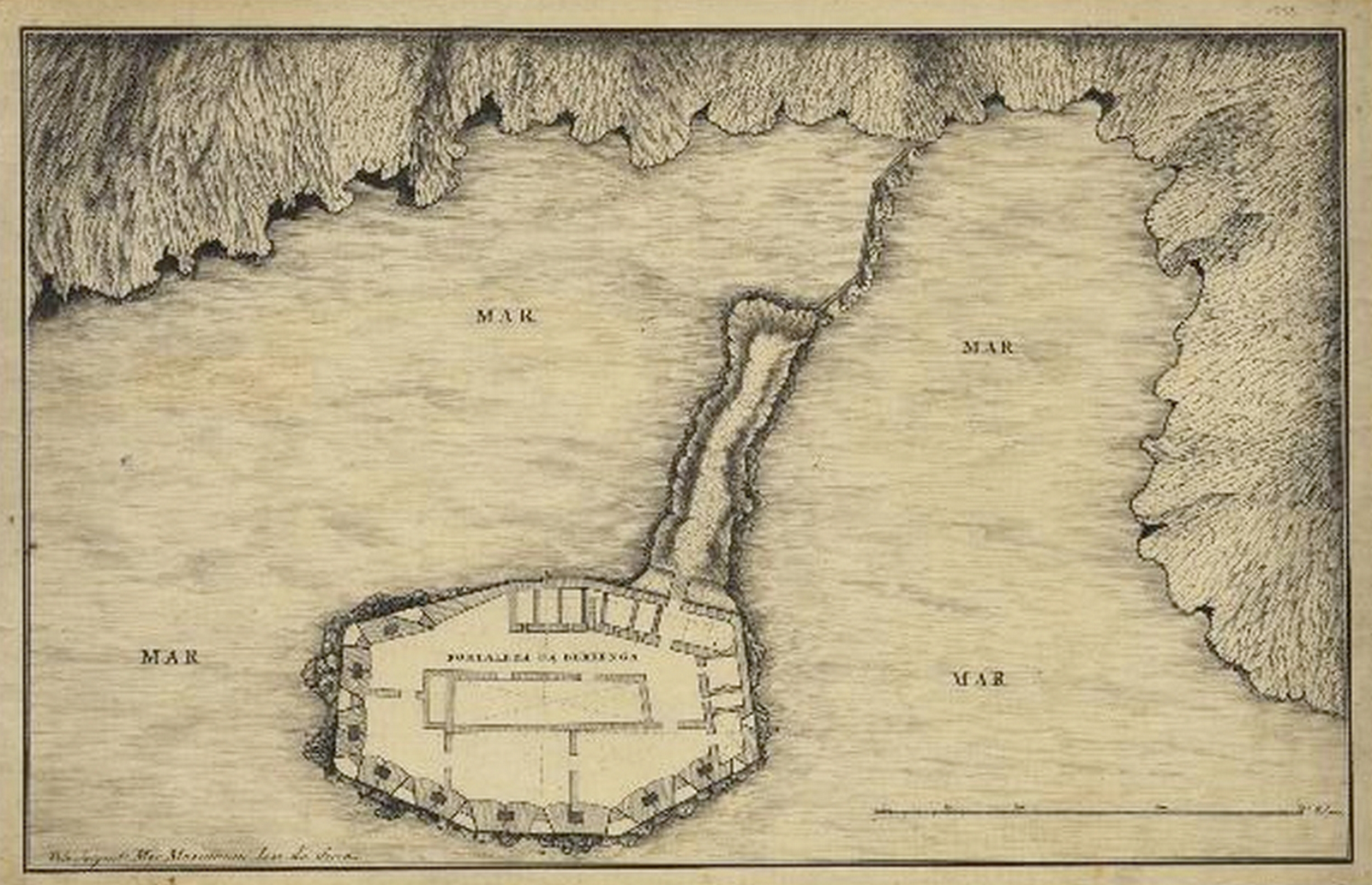
Plano del Fuerte de San Juan Bautista en el.

### Antecedentes
La ocupación humana de la Berlenga Grande (única isla habitada) se remonta a la antigüedad, llamándose, Λονδοβρίς, Londobris, mencionado por Ptolomeo en Lusitania. El nombre se descompone en "londo-bri (ga)", que significa "fortaleza de Londos". Más tarde fue bautizada como isla de Saturno por los geógrafos romanos. Los fenicios y lusitanos pudieron haber conocido el archipiélago y lo utilizaron como puerto de refugio.
Posteriormente el archipiélago fue visitado por navegantes árabes, vikingos, corsarios franceses e ingleses. La presencia de barcos romanos y vikingos ha sido comprobada por restos de anclas que datan del siglo i al siglo v encontrados en el fondo del mar. Los piratas ingleses también frecuentaban el archipiélago, así como corsarios de Argel. El barco de García Dias, que llegó de la India, fue capturado alrededor de las Berlengas.

### El fuerte delsigloxvii
En el contexto de la Guerra de Restauración, bajo el reinado de Juan IV de Portugal (1640-1656), el Consejo de Guerra determinó la demolición de las ruinas del monasterio abandonado y el uso de sus piedras en la construcción de una fortificación para la defensa de ese punto estratégico de la costa. Aunque se desconoce la fecha de inicio de las obras, ya en 1655, aún en construcción, resistió con éxito su primer asalto, cuando fue bombardeado por tres buques de bandera otomana.
En 1666, durante el intento de secuestro de la princesa francesa María Francisca de Saboya, comprometida con Alfonso VI de Portugal (1656-67), una flota española compuesta por 15 embarcaciones (catorce navíos y una carabela comandada por el sargento Diego Ibarra) intentó conquistar el fuerte, defendida por un personal de poco más de tres decenas de soldados al mando del cabo António Avelar Pessoa. En una operación combinada de bombardeo naval y desembarco terrestre, los atacantes perdieron, en apenas dos días, 400 soldados en tierra y 100 en los barcos (contra un muerto y cuatro heridos por los defensores), con el buque Covadonga hundido y dos gravemente dañados, hundidos en el regreso a Cádiz. Traicionada por un desertor, sin más municiones y provisiones, la fortaleza finalmente se rindió el 1 de julio, perdiendo nueve de las piezas de su artillería capturadas por los españoles que destruyeron el fuerte. Este fue el último enfrentamiento antes del final de la guerra con la firma del tratado de Lisboa en 1668.
Iniciadas tareas de reparación dirigidas por João de Mascarenhas, estas concluyeron en 1678.
En la época de la Guerra de la Independencia Española, fue utilizado como base de apoyo por las fuerzas inglesas, en una campaña de guerrilla en la que colaboró activamente la población de Peniche. Posteriormente fue objeto de obras de restauración, con la reconstrucción de la Capilla en su interior.
Durante la guerra civil portuguesa (1828-1834), la fortaleza quedó en manos de los partidarios de Miguel I de Portugal (1828-1834). Con deficiencia de artillería, sin embargo, no pudieron resistir ante el asalto de los liberales que la utilizaron como base para el asalto a la ciudadela de Peniche, bastión de los migrantes.
Sin mayor valor militar, debido a la evolución de los medios militares en el siglo xix, fue desmantelado (1847) y abandonado y pasó a ser utilizado como base de apoyo para la pesca comercial.

### Desde elsigloxxhasta la actualidad
A mediados del siglo xx, el fuerte fue parcialmente rehabilitado y abierto al turismo adaptado como posada. Actualmente funciona solo como albergue, bajo la dirección de la Asociación de Amigos de Berlengas.

## Características
El fuerte está ubicado en las aguas de la costa sureste de Berlenga Grande, en un pequeño islote conectado a la isla por una calzada con puente en arco y un fondeadero al norte. El fuerte presenta una forma de polígono octagonal irregular. En el terraplén, del lado que da a la isla, presenta el edificio principal de dos pisos, con doce estancias donde funcionaban las dependencias de servicio (Casa de Comandancia, Cuartel de Tropas, Almacenes, Cocina y otros) y ocho compartimentos más inscritos en el interior de las murallas. Un pasillo sin iluminación da acceso internamente a los distintos puntos de la estructura. Frente al mar, se rompen once cañoneras.